# Fulya Kantarcıoğlu
Fulya Kantarcıoğlu (* 17. Februar 1948 in Ankara) ist eine türkische Juristin und ein ordentliches Mitglied des türkischen Verfassungsgerichts.

## Laufbahn
Kantarcıoğlu schloss 1969 ihr Studium an der juristischen Fakultät der Universität Ankara ab. Sie wurde am 7. März 1979 Berichterstatterin beim türkischen Verfassungsgericht und wurde am 27. Juli 1992 als Staatssekretärsgehilfin zum Justizministerium berufen. Am 20. Oktober 1994 wurde sie zum Mitglied des Staatsrats und am 19. Dezember 1995 zum ordentlichen Mitglied des Verfassungsgerichts ernannt.
Sie ist verheiratet und Mutter von zwei Kindern.